# HD215304
HD215304 — хімічно пекулярна зоря спектрального класу A0, що має видиму зоряну величину в смузі V приблизно  9,1.
Вона  розташована на відстані близько 2568,2 світлових років від Сонця.